# Schwarzkopf GmbH
Die Schwarzkopf GmbH war ein deutscher Entwickler und Hersteller von Achterbahnen und Fahrgeschäften mit Sitz im bayerischen Münsterhausen.

## Geschichte
Der Familienbetrieb stellte ursprünglich unter der Leitung von Anton Schwarzkopf Sr. unter anderem Wohnwagen für Schausteller her, bevor die Firma 1954 in den Bereich Vergnügungsanlagen einstieg. Erstes Großprojekt im Bereich Achterbahnen war für Anton Schwarzkopf Jr. die Düsenspirale, welche 1957 nach zwei Jahren Bauzeit unter dem Schausteller Gottlieb Löffelhardt in Betrieb gehen konnte, und zunächst von seinem Bruder Franz Schwarzkopf auf der Reise betreut wurde.
Nur wenige Jahre später baute Schwarzkopf Jr. 1964 seine erste Stahlachterbahn und begann eine langjährige Zusammenarbeit mit dem Diplomingenieur Werner Stengel.
Die erste Auslieferung mit dem von Werner Stengel errechneten neuen fahrbaren Looping wurde 1975 der Looping Racer als Great American Revolution im kalifornischen Park Six Flags Magic Mountain. Die Bahn wurde im Mai 1976 eröffnet und ist immer noch in Betrieb. Im Jahr 1977 erlangte diese Bahn Weltruhm, da sie als Drehort für den Kinofilm Achterbahn diente.

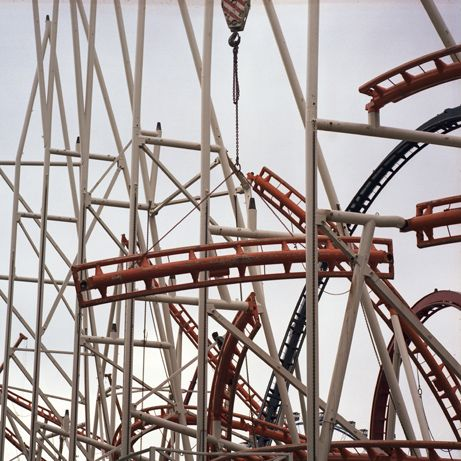
„Konus-Stecksystem“ am Beispiel des Olympia Looping

Im Laufe der Zeit entwickelte die Firma nicht nur zahlreiche Fahrgeschäfte, sondern auch neuartige Fertigungsmethoden und verschiedene Hilfsmittel. Zu den bekanntesten Techniken gehört das Biegen von kaltem Stahl und das sogenannte „Konus-Stecksystem“, mit dem der Aufbau transportabler Achterbahnen erheblich vereinfacht wurde.
Trotz scheinbar guter Auftragslage kam es 1983 zum ersten Konkurs und nach einer Überbrückungszeit bereits kurze Zeit später zum zweiten Konkurs.
Neben zahlreichen neuen Ideen (Patente gingen an die Intamin AG) und Achterbahnen, die zu einem großen Teil auch heute noch fahren und bei Achterbahn-Fans beliebt sind, entstanden auch viele heutige Branchengrößen im Zusammenhang mit der Schwarzkopf GmbH. Beispiel dafür ist der Fahrgeschäfte-Hersteller Gerstlauer Amusement Rides, der von ehemaligen Mitarbeitern des Unternehmens gegründet wurde. Gerstlauer kaufte im Jahr 1992 die ehemaligen Fertigungshallen von Schwarzkopf, in denen bis heute Achterbahnen gefertigt werden.
Viele der Bahnen Schwarzkopfs haben sich bis heute ihren hohen Bekanntheits- und Beliebtheitsgrad erhalten. Bekannteste Beispiele sind die Serienprodukte Wildcat, Looping Star und Shuttle Loop sowie Einzelanfertigungen wie die Achterbahn Thriller. Entgegen allgemeinen Annahmen wurde der Olympia Looping nicht von Schwarzkopf, sondern von der Firma BHS-Bayerische Berg-, Hütten- und Salzwerke im Werk Peißenberg gebaut.

## Modelle

### Achterbahnmodelle
| Modell                         | Jahr 1 | Beispiel                                                                     |
| ------------------------------ | ------ | ---------------------------------------------------------------------------- |
| Alpenblitz                     | 1974   | Cresta ehemals transportabel von Schausteller Rudolf Robrahn, Deutschland    |
| Alpenblitz II                  | 1975   | Grand Canyon-Bahn ehemals in Phantasialand, Deutschland                      |
| Bobbahn                        | 1975   | Gebirgsbahn ehemals in Phantasialand, Deutschland                            |
| City Jet / Jet 400             | 1973   | Bobsleigh in Nigloland, Frankreich                                           |
| Doppel-Looping                 | 1979   | Teststrecke, Steiger Achterbahn GmbH, Deutschland                            |
| Düsenspirale                   | 1957   | Schaustellerfirma Löffelhardt, Deutschland                                   |
| Jet Star I                     | 1968   | Coleoz’Arbres in Parc Bagatelle, Frankreich                                  |
| Jet Star II                    | 1970   | Black Hole in Alton Towers                                                   |
| Jet Star III / Jumbo Jet       | 1972   | Jumbo Jet in Amigoland, Frankreich                                           |
| Jumbo V                        | 1983   | Enigma in Pleasurewood Hills, Großbritannien                                 |
| Katapult                       | 1980   | Katapult ehemals in Mirabilandia, Italien                                    |
| Looping Racer                  | 1976   | Revolution in Six Flags Magic Mountain, USA                                  |
| Looping Racer                  | 1979   | Nessie, Looping-Achterbahn im Hansa-Park, Sierksdorf bei Lübeck, Deutschland |
| Looping Star                   | 1978   | Looping Star ehemals in Bobbejaanland, Belgien                               |
| Münchner Bahn                  | 1982   | Traumlandbahn ehemals in Das Neue Traumland, Deutschland                     |
| Shuttle Loop                   | 1977   | Turbine in Walibi Belgium, Belgien                                           |
| Silberpfeil                    | 1979   | Scorpion in Busch Gardens Africa, Florida                                    |
| Speed Racer/Extended Jumbo Jet | 1976   | Whizzer in Six Flags Great America, Illinois                                 |
| Super Speed Racer              | 1981   | Aconcagua in Parque de la Ciudad, Buenos Aires, Argentina                    |
| Wildcat                        | 1964   | Achtbaan ehemals in Bobbejaanland, Belgien                                   |

#### Beispiele

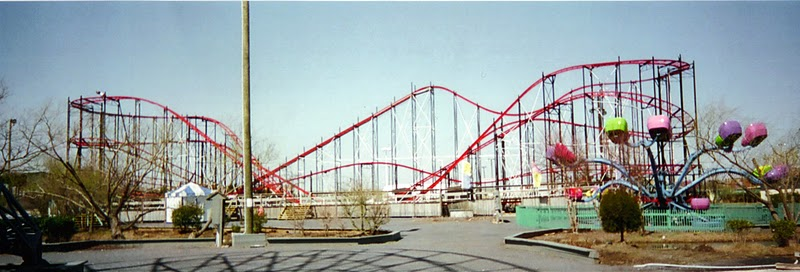
Wildcat
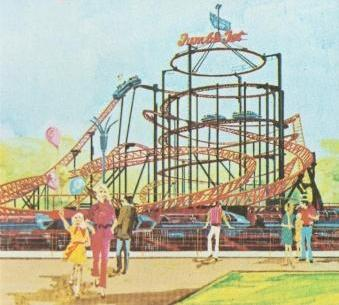
Jumbo Jet
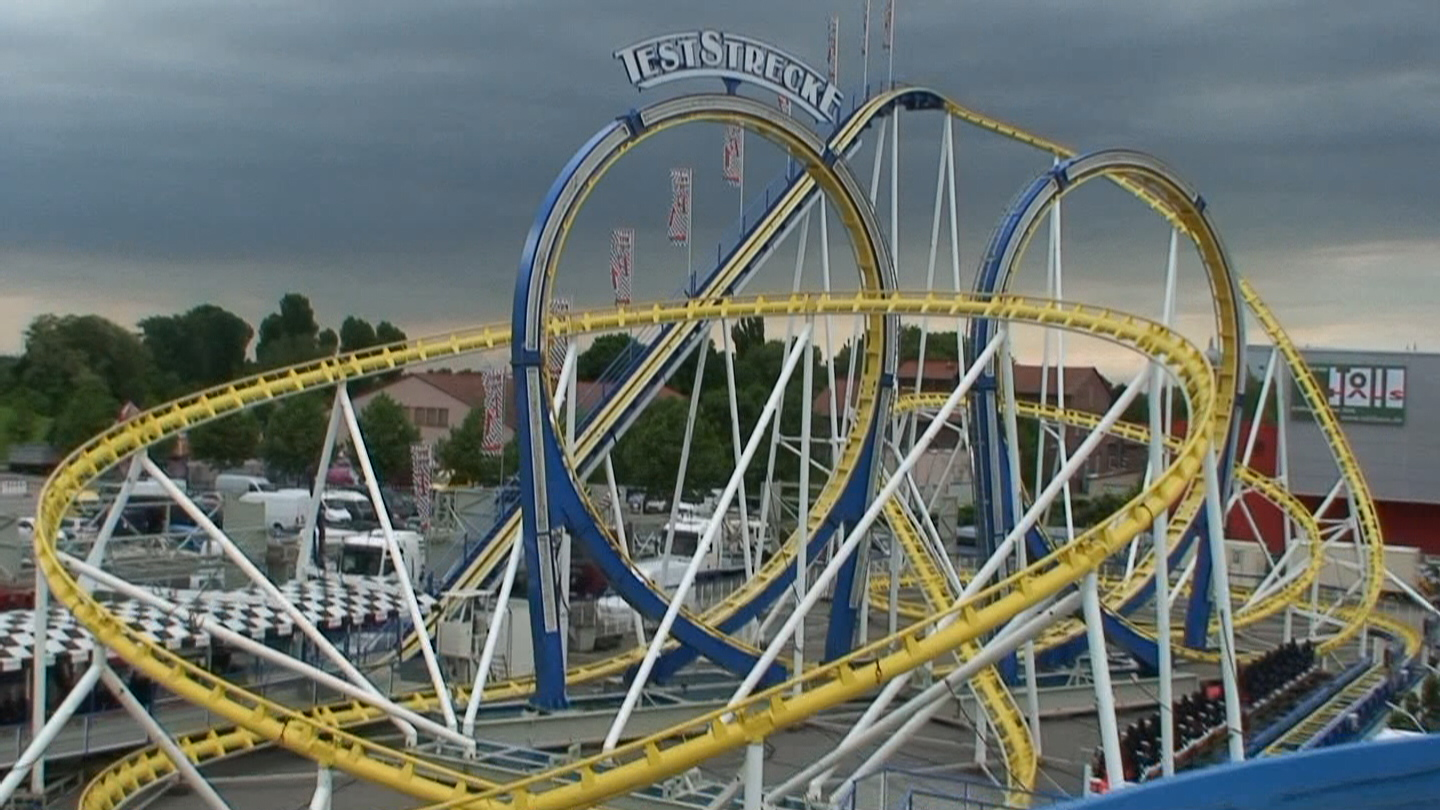
Doppel-Looping
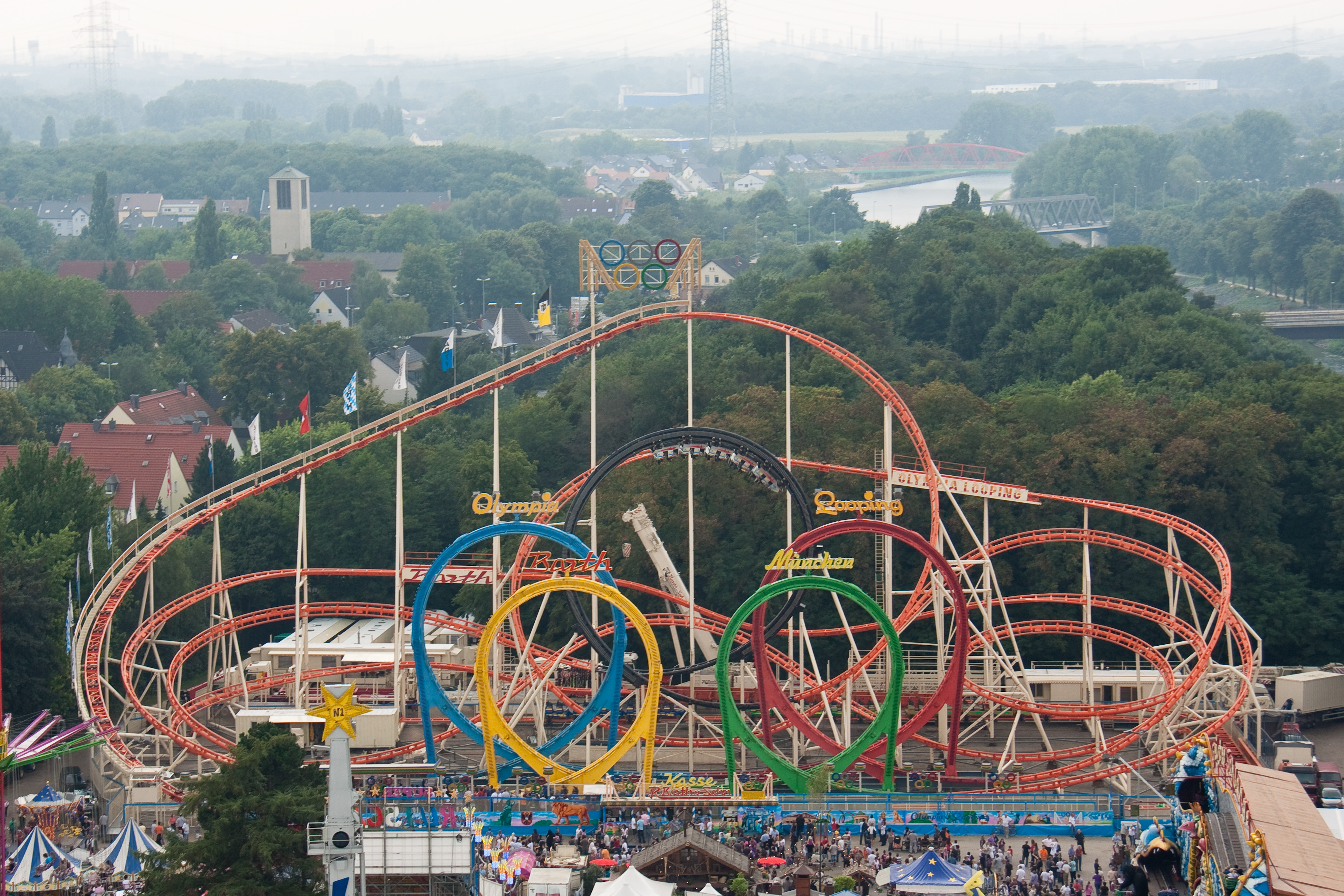
Olympia Looping

### Andere Fahrgeschäfte (Auswahl)
- Apollo 14

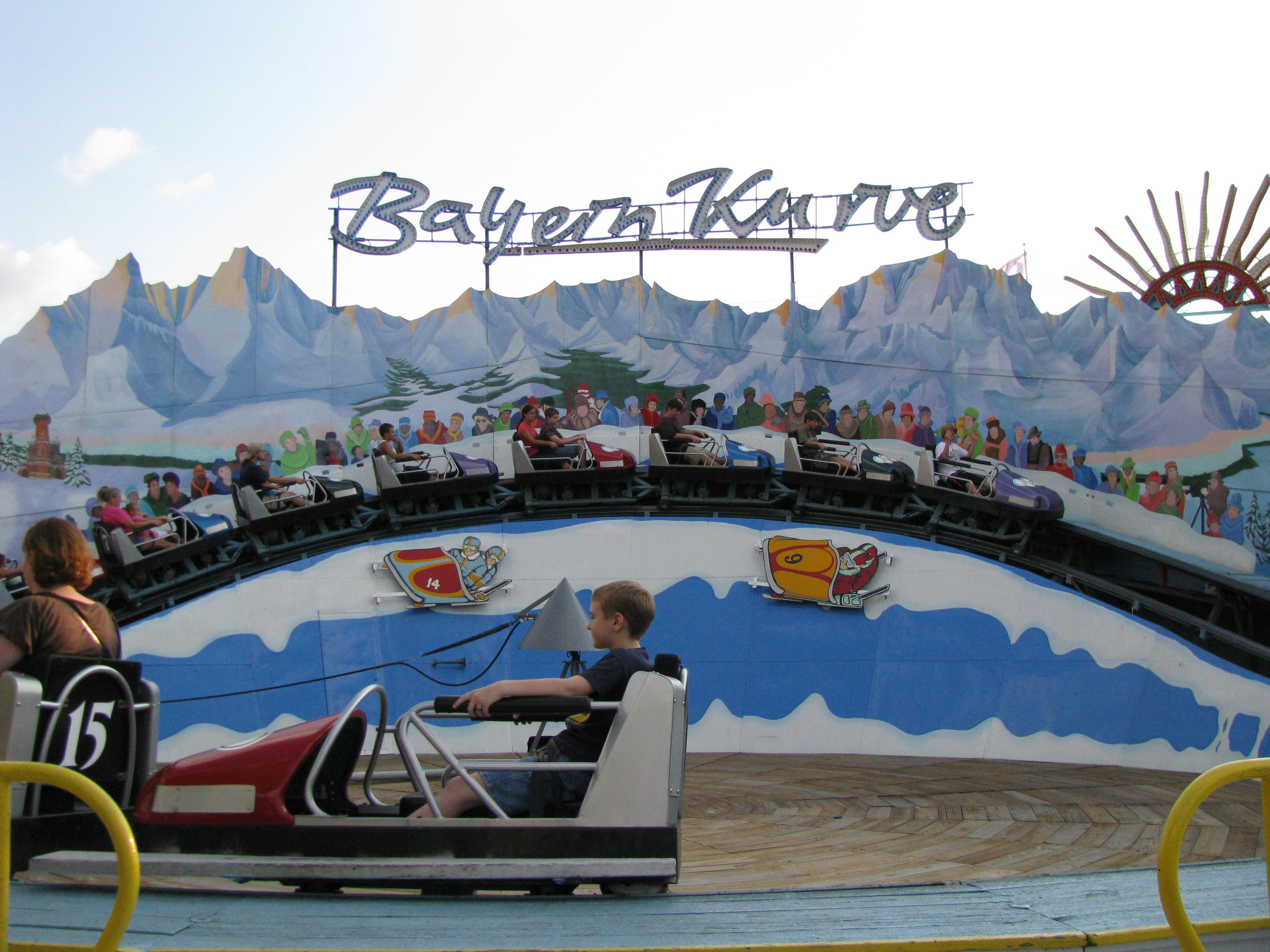
Bayernkurve
- Calypso
- Dschunke
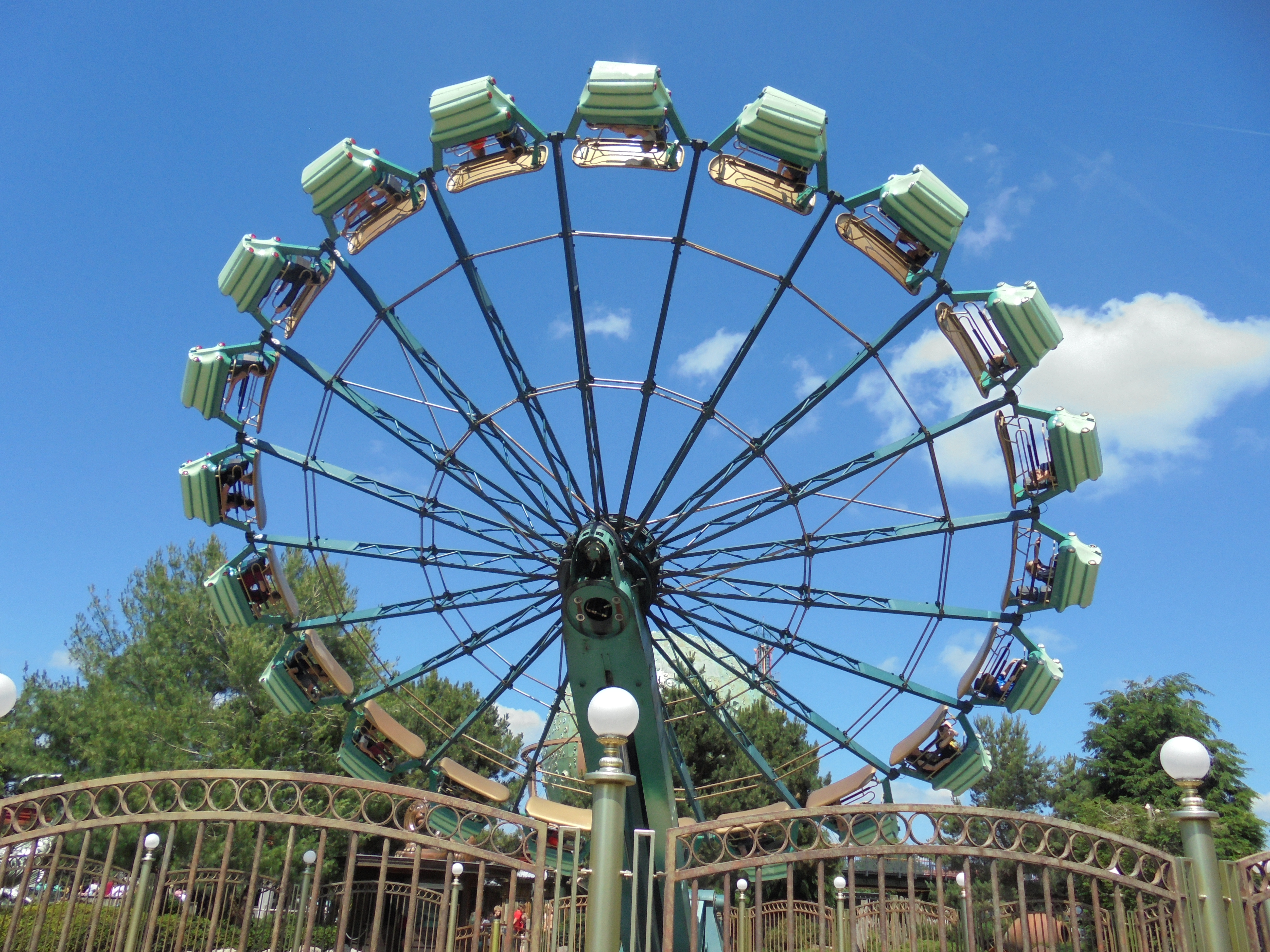
Enterprise
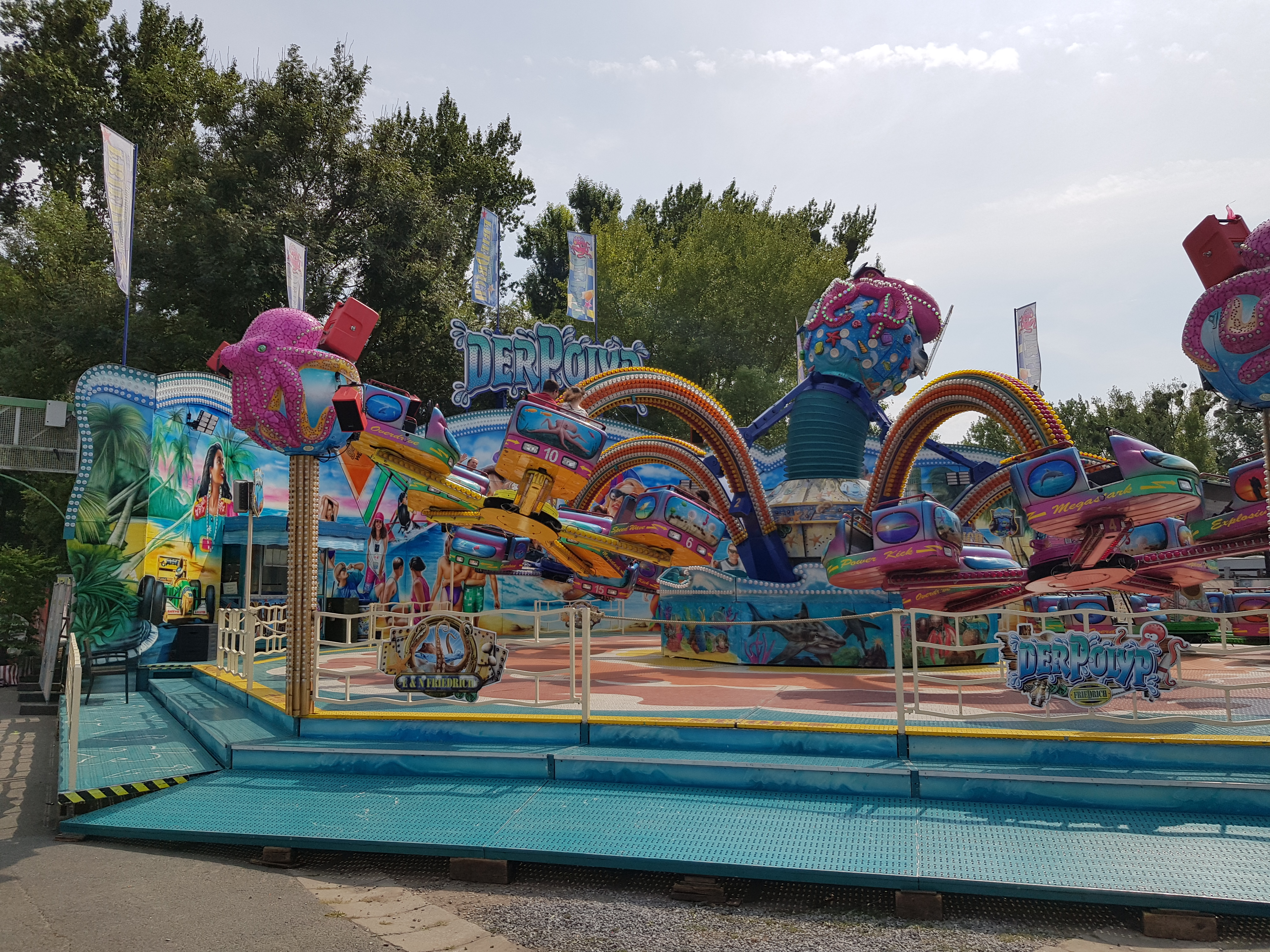
Monster I, II und III
- Orbiter
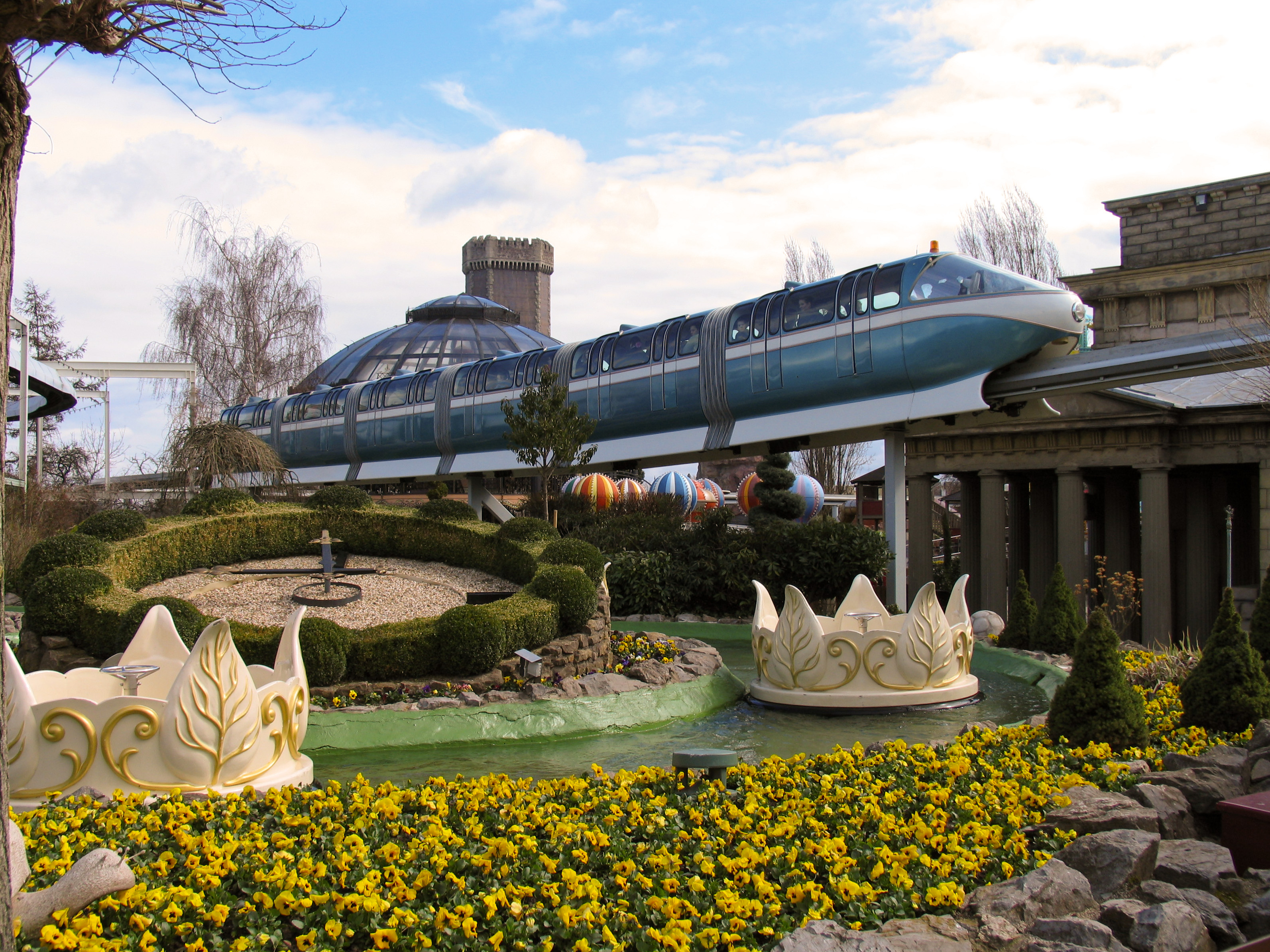
Phantasialand-Jet
- Rendezvous (Walzerfahrt)
- Silbermine (Phantasialand)
- verschiedene Riesenräder

#### Beispiele
- Bayernkurve
- Enterprise
- Monster III
- Phantasialand-Jet